# Hans Wolf (Maler)
Hans Wolf (* 12. Dezember 1921 in Graz; † 27. Januar 1972 ebenda) war ein österreichischer Maler und Lehrer.

## Leben und Wirken
Hans Wolf war ein Nachfahre des Barock-Bildhauers Josef Stammel. Er besuchte die Bundeslehranstalt für das Baufach und Kunstgewerbe (zwischenzeitlich „Meisterschule des Deutschen Handwerks“) in Graz. Dort absolvierte er von 1936 bis 1940 die Fachschulklasse für Industrie-Malerei und von 1945 bis 1947 die Meisterklasse für Malerei bei Rudolf Szyskowitz. Anschließend studierte er von 1947 bis 1951 an der Akademie der bildenden Künste Wien, wo er ein Schüler von Albert Paris Gütersloh war.
1951 heiratete Wolf die Grazer Malerin Erika Wolf-Rubenzer, ebenfalls eine Schülerin der Bundeslehranstalt. Durch die monatlichen Kulturabende, die Rudolf Szyszkowitz 1952 im katholischen Bildungshaus „Mariatrost“ in Graz veranstaltete und an denen seine Schüler teilnahmen, lernte Hans Wolf dort in der Person des Direktors, Monsignore Schneiber, seinen ersten Förderer kennen. Dieser nahm das Ehepaar Wolf in sein Bildungshaus auf und ließ es dort auch arbeiten; Hans Wolf gestaltete in dieser Zeit ein Buntglasfenster für die Kapelle des Bildungshauses. 
Von 1955 bis zu seinem Tod 1972 unterrichtete Wolf als Lehrer für Zeichnen und Malen an der von ihm zuvor als Schüler besuchten Bundeslehranstalt in Graz. 1972 wurde er mit der Silbermedaille der Stadt Graz ausgezeichnet.
Wolf arbeitete in Öl und Aquarell, schuf Holzdruckgrafiken, Zeichnungen und Buchillustrationen. Im Sakralbereich wirkte er besonders in der Gestaltung von Glasfenstern.

## Werke (Auswahl)

### Glasmalerei
- Buntglasfenster für die Kapelle des Bildungshauses Mariatrost in Graz (nicht erhalten)
- Zwanzig Antikglasfenster des Missionshauses St. Severin in Fürstenfeld, in Zusammenarbeit mit seiner Frau Erika Wolf-Rubenzer, 1959

### Wandmalerei
- Secco-Fresken für die Kapelle des Kolpinghauses in Graz